# 托尔莱夫·海于格
托尔莱夫·海于格（挪威語：Thorleif Haug，1894年9月28日—1934年12月12日），挪威男子越野滑雪、跳台滑雪运动员。他曾代表挪威参加1924年冬季奥林匹克运动会，获得三枚金牌，其中两枚来自于越野滑雪，另一枚来自于北欧两项。